# La Fuite en Égypte (Rembrandt)
Pour les articles homonymes, voir La Fuite en Égypte.
La Fuite en Égypte est un tableau réalisé en 1627 par le peintre néerlandais Rembrandt. Cette huile sur bois de petit format est une peinture chrétienne qui illustre la Fuite en Égypte, un épisode de l'Évangile selon Matthieu au cours duquel la Sainte Famille se réfugie en Égypte pour échapper au massacre des Innocents. Elle représente Joseph emmenant à travers la nuit l'âne sur lequel sont montés Marie et l'Enfant Jésus. Elle est conservée au musée des Beaux-Arts de Tours, en France, depuis un don en 1950.